# 896
896 (DCCCXCVI) fue un año bisiesto comenzado en jueves del calendario juliano, en vigor en aquella fecha.

## Acontecimientos
- Bonifacio VI sucede a Formoso.
- Esteban VI sucede a Bonifacio VI como papa.

## Fallecimientos
- 25 de abril - Bonifacio VI, papa.

- Formoso, papa.

- Ibn al-Rumi (*836), poeta del período abasí.[1]